# Tricolia nordsiecki
Tricolia nordsiecki is een slakkensoort uit de familie van de Phasianellidae. De wetenschappelijke naam van de soort is voor het eerst geldig gepubliceerd in 1978 door Talavera.